# Fuente y Caudal
Fuente y caudal è il quinto album in studio di Paco de Lucía, pubblicato nel 1973. Tutti i brani sono stati composti da  Paco de Lucía e José Torregrosa.
L’album contiene “Entre dos aguas”, il pezzo più noto del musicista pubblicato come singolo nel 1974.

## Tracce
1. Entre dos aguas – 6:03
2. Aires choqueros (fandangos de Huelva) – 4:14
3. Reflejo de luna (Granaína) – 3:52
4. Solera (bulerías por soleá) – 3:46
5. Fuente y caudal (tarantas) – 5:12
6. Cepa andaluza (bulerías) – 5:50
7. Los Pinares (tango) – 3:37
8. Plaza de San Juan (alegrías) – 3:10

## Musicisti
- Paco de Lucía - Chitarra flamenca
- Ramon de Algeciras - Chitarra flamenca